# Харківецька волость
Харківецька волость — адміністративно-територіальна одиниця Пирятинського повіту Полтавської губернії з центром у селі Харківці.
Станом на 1885 рік — складалася з 5 поселень, 14 сільських громад. Населення 6790 осіб (3346 чоловічої статі та 3444 — жіночої), 1094 дворових господарств.
|                     | Площа, десятин | У тому числі орної, дес. |
| ------------------- | -------------- | ------------------------ |
| Сільських громад    | 7648           | 5556                     |
| Приватної власності | 2838           | 1797                     |
| Іншої власності     | 132            | 117                      |
| Загалом             | 10618          | 7470                     |

Поселення волості станом на 1885:
- Харківці — колишнє державне та власницьке містечко при річці Удай за 8 верст від повітового міста, 2194 особи, 370 дворів, православна церква, школа, 2 постоялих будинки, 42 вітряних млини, 7 маслобійних заводів.
- Дейманівка — колишнє державне та власницьке село при річці Удай, 1599 осіб, 264 двори, православна церква, школа, постоялий будинок, 29 вітряних млинів, 5 маслобійних заводів.
- Каплинці — колишнє державне та власницьке село при річці Удай, 1074 особи, 215 дворів, православна церква, школа, постоялий будинок, 12 вітряних млинів, 5 маслобійних заводів.
- Прихідьки — колишнє державне та власницьке село при озері Байрак, 1082 особи, 195 дворів, православна церква, школа, 2 постоялих будинки, 12 вітряних млинів, 3 маслобійних заводи.

Старшинами волості були:
- 1900—1903 роках — козак Гаврило Степанович Ковинко[2],[3];
- 1904 року — козак Іван Данилович Торба[4];
- 1906—1915 роках — козак Іван Данилович Кривець[5],[6],[7],[8],[9].